# Santirso
Santirso (llamada oficialmente Santa María de Santiso) es una parroquia y un lugar del municipio español de Maceda, en la provincia de Orense, Galicia.

## Toponimia
La parroquia también es conocida por el nombre de Santa María de Santirso.

## Organización territorial
La parroquia está formada por dos entidades de población:

### Entidad de población
Entidad de población que forma parte de la parroquia:
- Santirso (Santiso)

### Despoblado
Despoblado que forma parte de la parroquia:
- Calveliño do Monte

## Demografía
Gráfica demográfica del lugar y parroquia de Santirso según el INE español:
| Gráfica de evolución demográfica de Santirso entre 2000 y 2022 |
|                                                                |
| Datos según el nomenclátor publicado por el INE.               |